# Kiến tính
Kiến tánh (zh. jiànxìng 見性, ja. kenshō) tức là trực nhận thấy bổn tánh, là một danh từ chỉ sự trực nhận chân lý, thấy bổn tánh. Như tất cả ngôn ngữ thì danh từ này cũng không chánh xác, và có thể tạo sự hiểu lầm, vì kinh nghiệm kiến tánh không có tánh nhị nguyên, không có người nhìn (năng kiến) và không có tánh được nhìn (sở kiến). (xem cuộc đối thoại của Thiền sư Vĩnh Gia Huyền Giác với Lục tổ Huệ Năng).
Kiến tánh đồng nghĩa với Giác ngộ, và cũng được sử dụng như nhau. Nhưng thông thường, danh từ Giác ngộ được xài để chỉ sự giác ngộ của một vị Phật, vị Tổ, còn danh từ Kiến tánh dùng để chỉ các kinh nghiệm nếm vị giác ngộ ban đầu, cần được tu tập rèn luyện thêm, gọi là Kiến tánh khởi tu.